# Fodor Ármin
Fodor Ármin, Fleischner (Nagymihály, Zemplén vármegye, 1862. január 27. – Budapest, 1944. február 23.) magyar bíró, jogtudós, kodifikátor, kúriai tanácselnök.

## Élete és tudományos tevékenysége
Fleischner Illés gazdálkodó és Haas Magdolna fiaként a Zemplén megyei Nagymihály községben született 1862. január 27-én. (Nevét 1881-ben magyarosította Fodorra.) A gimnáziumot Ungváron végezte el. Jogi tanulmányait a Budapesti Tudományegyetemen végezte, ahol 1885-ben jogi doktorátust, egy évvel később pedig ügyvédi oklevelet szerzett.
1884-ben a Budapesti Törvényszék munkatársaként helyezkedett el, majd. 1890-ben az V. Kerületi Járásbíróság albírójának nevezték ki. 1892-től az Igazságügyi Minisztérium törvény-előkészítő osztályán alkalmazták. 1901-től a Fővárosi Ítélőtábla bírájaként dolgozott. 1911-ben lett bíró a Magyar Királyi Kúrián. 1924-től címzetes jelleggel, 1929-től pedig ténylegesen is kúriai tanácselnökként tevékenykedett. Tagja volt a magánjogi törvénykönyvet előkészítő bizottságnak. 70 évesen, 1932-ben vonult nyugállományba.
Hosszú pályafutása alatt jelentős jogászi, jogtudósi és szakírói tevékenységet fejtett ki. Már 1892-től az Igazságügyi Minisztériumban bekapcsolódott a Térfy Gyula nevével fémjelzett peres eljárási reformmunkálatokba, egy évvel később pedig másik neves jogászunk, Plósz Sándor munkatársaként aktívan részt vett a magyar polgári perrendtartás előkészítési és életbe léptetési munkálataiban. A törvény tervezetéhez ő írt alapos és nívós indokolást is, amelyet 1893-ban kiadtak. (A törvényt végül 1911-ben fogadták el.) 1910 és 1912 között Fodor képviselte Magyarországot a váltójog nemzetközi egységesítésére összehívott hágai államértekezleten, amelyen a témára vonatkozó nemzetközi egyezmény is megszületett. Külföldön is elismert jogászunkat a Nemzetközi Jogi Társaság választmányi tagjának is megválasztották. Az 1920-as években a magánjogi törvénykönyv összeállítása területén széles körű kodifikátori szerepet vállalt.
1923-tól a Magyar Jogász Egylet alelnöki funkcióját is ellátta. Jogi szakfolyóiratok és különböző lapok 1890-től számtalan írását közölték. A sajtótermékek gazdag skáláján az alábbiak emelendők ki: Ügyvédek Lapja, A Jog, Egyenlőség, Magyar Jogász Újság, Magyar Jogászegyleti Értekezések, Jogállam, Jogtudományi Közlöny.
Jogászi munkásságát és publikációs tevékenységét egyaránt a szorgalom, a minőség és a sokoldalúság jellemezte: kortársai is egyértelműen elismerték, hogy a magyar magánjog, a polgári perrendtartás szakterületén maradandót alkotott. Kiemelkedő munkájáért a Magyar Érdemrend középkeresztjével tüntették ki.
Felesége Hermann Adolfine volt.
1944. február 23-án, 82 éves korában hunyt el Budapesten.

## Társadalmi tisztségei
- a Magyar Jogászegylet alelnöke
- az International Law Association választmányi tagja.

## Munkái
- A fizetésképtelen adós jogcselekvényeinek megtámadása a csődben (Budapest, 1887)
- A jogügyletek értelmezése a felülvizsgálati eljárásban (1899)
- Magyar magánjog. Budapest : Singer és Wolfner, [1899-1905]. 5 kötet
  - 1. kötet: Általános rész: Személyjog. 549 p.
  - 2. kötet: Dologi jog. 824 p.
  - 3. kötet: Kötelmi jog. 904 p.
  - 4. kötet: Családjog. 1018 p.
  - 5. kötet: Öröklési jog. 727 p.
- Az osztrák perrendtartás (1896)
- A polgári perrendtartás. Budapest : Ráth M., 1912. VIII, 526, [1], 104 p.
- A polgári perrendtartás alapelvei : 1913. évi deczember hó 3-tól 1914. évi április hó 15-ig a Magyar Jogászegyletben megtartott előadássorozat : Fodor Ármin, Gaár Vilmos, Magyary Géza és mások előadásai. Budapest : Franklin, 1914. 344 p.
- A polgári törvénykezési rendtartás kézikönyve. Budapest : Singer és Wolfner, 1894-1897. 3 kötet.
  - 1. kötet: Általános határozatok, rendes eljárás. 693 p.
  - 2. kötet: Sommás eljárások, fizetési meghagyások. 775 p.
  - 3. kötet: Örökösödési eljárás. 468 p.
- A polgári törvénykezési rendtartás kézikönyve. 2. kiadás. Budapest : Singer és Wolfner, 1894-1897. 3 kötet
  - 1. kötet: Általános határozatok, rendes eljárás. 775 p.
- A polgári törvénykezési rendtartás kézikönyve. Budapest : Singer és Wolfner, 1894-1897. 2 kötet
  - 2. kötet: Sommás eljárás. Fizetési meghagyások. 775 p.
  - 3. kötet: Örökösödési eljárás. Jogsegély. 771 p.
- Polgári perrendtartás : 1911 : I. törvénycikk. Budapest : Ráth M., 1911. 526 p.
- Polgári perrendtartás : az 1868 : LIV., 1881 : LIX., 1893 : XVIII., 1893 : XIX. törvénycikkek : sommás ügyviteli szabályok : bélyeg- és illeték-szabályok : jegyzetekkel és a vonatkozó összes jogszabályokra vonatkozó utalásokkal. Budapest : Singer és Wolfner, 1894. VI, 591 p.
- Polgári perrendtartás : az 1868. LIV., 1881: LIX, 1893: XVIII., 1893: XIX. törvényczikkek : sommás ügyviteli szabályok : bélyeg- és illeték-szabályok. Budapest : Singer és Wolfner, 1897. XII, 670 p.